# Bacchisa borneotica
Bacchisa borneotica là một loài bọ cánh cứng trong họ Cerambycidae.